# Roche Vendée Basket Club
Actualités
La Roche Vendée Basket Club est un club français de basket-ball basé dans la ville de La Roche-sur-Yon. L'équipe première féminine évolue en Ligue féminine de basket, la 1re division du championnat de France et l'équipe première masculine évolue en nationale 3.

## Résultats sportifs

### Palmarès
| Compétitions nationales                                                                           | Compétitions internationales |
| - Championnat de France de deuxième division (1) - Champion : 2017. - Vice-champion : 2015, 2016. |                              |

### Bilan saison par saison
| Saison    | Div.              | Saison régulière | Play-Off        | Coupe de France | Coupes d'Europe        |
| --------- | ----------------- | ---------------- | --------------- | --------------- | ---------------------- |
| 2005-2006 | Nationale 2       | ?                | ?               | ?               | -                      |
| 2006-2007 | Nationale 2       | ?                | ?               | ?               | -                      |
| 2007-2008 | Nationale 2       | ?                | ?               | ?               | -                      |
| 2008-2009 | Nationale 1 (LF2) | 6e/16            | -               | ?               | -                      |
| 2009-2010 | Nationale 1 (LF2) | ?                | ?               | ?               | -                      |
| 2010-2011 | LF2               | 2e/16            | 3e              | 1/16e finale    | -                      |
| 2011-2012 | LF2               | 7e/14            | -               | 1/8e finale     | -                      |
| 2012-2013 | LF2               | 6e/14            | -               | 1/16e finale    | -                      |
| 2013-2014 | LF2               | 3e/14            | 4e              | 1/16e finale    | -                      |
| 2014-2015 | LF2               | 2e/14            | 2e              | 1/4 finale      | -                      |
| 2015-2016 | LF2               | 2e/12            | 2e              | 1/16e finale    | -                      |
| 2016-2017 | LF2               | 2e/14            | 1re             | 1/32e finale    | -                      |
| 2017-2018 | LFB               | 12e/12           | -               | 1/8e finale     | -                      |
| 2018-2019 | LFB               | 5e/12            | 1/4 finale      | 1/4 finale      |                        |
| 2019-2020 | LFB               | 7e/12            | Annulés         | 1/4 finale      | Eurocoupe: 1er tour    |
| 2020-2021 | LFB               | 6e/12            | 1/4 finale      | 1/8e finale     | Eurocoupe: Poules      |
| 2021-2022 | LFB               | 6e/12            | 1/4 finale      | 1/8e finale     | Eurocoupe: 1er tour    |
| 2022-2023 | LFB               | 6e/12            | 1/4 finale      | 1/8e finale     | Eurocoupe: Poules      |
| 2023-2024 | LFB               | 10e/12           | 3e/4 (playdown) | 1/8e finale     | Eurocoupe: 1/8e finale |
| 2024-2025 | LFB               | En cours         | -               | 1/16e finale    | -                      |

## Joueurs et personnalités du club

### Entraîneurs
- 2010-2013 :  Matthieu Chauvet
- 2013- :  Emmanuel Body

## Historique du logo

Ancien logo.
Logo actuel.